# Li Hua
Li Hua (李华S, Lǐ huáP; Chongqing, 1980) è un'artista cinese che ha studiato in Europa e ora vive nella sua città natale.

## Biografia
Li Hua è nata in una famiglia della classe operaia di Chongqing nel 1980. Fin da piccola, gli insegnanti di Li Hua subito notarono il suo straordinario talento nell'esprimersi graficamente. Dunque la giovane artista lasciò il piccolo villaggio dove è cresciuta e ha frequentato l'Accademia di Belle Arti di Sichuan dal 2001 al 2005. Nel 2005, Li Hua ha vinto il prestigioso premio Louis Vuitton. Il successo delle sue prime mostre a Shanghai, Pechino, Hong Kong e Macao le aprì le porte dell'École National Supérieure des Beaux-Arts di Parigi, dove studiò con Jean Michel Alberola nel 2007. Tra il 2009 e il 2010 studiò alla Universität der Künste Berlin e infine si stabilì a Vienna nel 2011. Qui frequentò l'Accademia di Belle Arti di Vienna con Erwin Bohatsch e mantenne contatti con Daniel Richter, che le aveva già insegnato a Berlino. Nel 2014 ha completato i suoi studi a Vienna, prendendo l'esame di diploma dal suo mentore Daniel Richter. Il suo lavoro ha acquisito sempre più riconoscimenti internazionali nel contesto dell'arte contemporanea in Europa, Asia e Stati Uniti. Nel 2017 le sue opere sono state esposte al Ludwig Museum di Coblenza. Attualmente vive in Cina e dal 27 febbraio al 17 marzo 2019 le sue astrazioni espressioniste verranno esposte nella sua città natale Chongqing, curate del gallerista austriaco Prof. Josef Schütz. Le sue opere saranno giustapposte alla collezione d'arte africana del dott. Herbert Stepic, evidenziando i punti di collegamento tra loro, promuovendo così la collaborazione intercontinentale, la cooperazione e la fratellanza. È membra dell'Accademia di Belle Arti cinese-austriaca.

## Opera artistica
Tenendo in considerazione la sua giovane età, Li Hua ha già sottoposto la sua produzione artistica ad una gamma molto complessa di sviluppi e metamorfosi. Il tema centrale nel suo lavoro è quello di porre riflessioni espressioniste di ciò che lei vede e vive sulla tela e il suo punto di partenza stilistico è la calligrafia cinese classica. La sua carriera internazionale è sbocciata dall'età di 27 anni, attirando l'attenzione di galleristi e media tramite l'interessante fusione della tradizione della sua patria e le impressioni delle nuove culture che ha sperimentato. Se le opere create a Parigi e soprattutto a Berlino sono piuttosto lineari, nelle serie di opere più recenti prodotte prima a Vienna e poi in Cina i colori sono più forti e puri, la dialettica tra loro e dentro di loro più acuta, la tridimensionalità più audace. Il risultato sono opere che ricordano la voluttuosa decoratività dell'Art Nouveau e del Rococò. Concentrando la dinamica sporgente al centro della tela, Li Hua controlla l'esuberanza della propria creazione e la inquadra in un modo decente, che soddisfa l'occhio senza sovraccaricarlo con più di quello che può sperimentare.
Le prime opere su carta, spesso di piccolo formato, hanno un forte rigore formale, sia in termini di materiale che di disposizione dei piani spaziali dell'immagine. I segni di inchiostro e matita, usati in maniera deliberatamente sfocata e caotica, erano la base, il pastello e la pittura a olio appaiono solo occasionalmente. Queste serie di opere sono oscuramente magiche, rigorose e severe. Al contrario, i lavori più recenti sono liberi, colorati ed espressivi. Tuttavia, se si osservano da vicino queste immagini opulente e di grande formato, si salta all'occhio come le strisce in rilievo si rivelano simili in complessità alla calligrafia tradizionale. Attraverso l'elegante sovrapposizione di diversi strati di colore, Li Hua onora l'orgogliosa tradizione cinese arricchendola con nuove stratificazioni concettuali che sono in completa armonia con i propri principi, secondo i quali "più importante della leggibilità è il raggiungimento di un perfetto equilibrio estetico e la visualizzazione delle emozioni" (Wáng Yuánqí, 1642-1715).
Vivendo nella nostra società digitale, Li Hua legge la necessità del mondo contemporaneo di bellezza tangibile e tattile e ce la consegna attraverso opere piene di Élan vital, e malinconiche rimembranze, ordinate eleganti nell'esecuzione e eccentricamente stravaganti nel risultato.

## Mostre
- Li Huas intellectual art in the context of the naïf African folk art, Chongqing, Cina, 2019[6][7][8]
- Art & Antique Residenz Salzburg, Austria, Schütz Fine Art-Chinese Department, 2018
- Art & Antique Hofburg Wien, Vienna, Austria, Schütz Fine Art-Chinese Department, 2018[10]
- FAIR FOR ART VIENNA, Vienna, Austria, Schütz Fine Art-Chinese Department, 2018
- Art & Antique Residenz Salzburg, Salisburgo, Austria, Schütz Fine Art-Chinese Department, 2017[11]
- Art & Antique Hofburg Wien, Vienna, Austria, Schütz Fine Art-Chinese Department, 2017
- Art & Antique Residenz Salzburg, Salisburgo, Austria, Schütz Fine Art-Chinese Department, 2016
- Art & Antique Hofburg Wien, Vienna, Austria, Schütz Fine Art-Chinese Department, 2016
- ART MIAMI NEW YORK, USA, Schütz Fine Art-Chinese Department, 2016[12]
- WIKAM Messe im Künstlerhaus Wien, Vienna, Austria, Schütz Fine Art-Chinese Department, 2015[13]
- Art & Antique Residenz Salzburg,, Salisburgo, Austria, Schütz Fine Art-Chinese Department, 2015
- Olympia International Art & Antiques Fair, Londra, Regno Unito, Schütz Fine Art-Chinese Department, 2014[14]
- LAPADA Art & Antiques Fair, Londra, Regno Unito, Schütz Fine Art-Chinese Department, 2014
- ART.FAIR Köln, Colonia, Germania, Schütz Fine Art-Chinese Department, 2014
- Art Salzburg, Salisburgo, Austria, Schütz Fine Art-Chinese Department, 2014
- Cologne Paper Art, Gieven Gallery, Colonia, Germania, 2013
- Cologne Paper Art, Gieven Gallery, Colonia, Germania,, 2012
- Art Ulm Gieven Gallery, Colonia, Germania, 2012
- Art & Antique Residenz Salzburg, Salisburgo, Austria, Schütz Fine Art-Chinese Department, 2012
- Painting and drawing, Ray Hughes Gallery, Sydney, Australia, 2011
- 30 Years contemporary Art at the Academy of Fine Arts of Sichuan, Cina, Japan-China Friendship Center, Tokyo, Giappone,  2009
- Sichuan Hot, Ray Hughes Gallery, Sydney, Australia,  2009
- More than imagination-Chinese abstract works, Macau Museum of Art, Macau, Cina, 2008
- Post Avant-Garde Chinese Contemporary Art: Four Directions of The New Era, Atting House Limited, Hong Kong, Cina, 2007
- New vision-2nd Exhibition of awarded works of all Chinese Academies of Art graduates, He Xiangning Art Museum, Shenzhen, Cina, 2005
- LVMH Young Artists’ Award (Moët Hennessy-Louis Vuitton)-Hommage to the Impressionists, Moët Hennessy-Louis Vuitton, Beijing 798 Art Zone, Pechino, Cina, 2005
- Vision Express 2005-Shanghai Biennale for young artists, Liu Haisu Art Museum, Mingyuan Art Center, Shanghai, Cina, 2005

## Premi e onori
- 2009 - 2010: borsa di studio DAAD
- 2005: LVMH - award for young artists (Moët Hennessy-Louis Vuitton)

## Lavori selezionati
- The Clock Tower in Graz 3, olio su tela, 69,5 x 108 cm, 2017. Schütz Fine Art, Vienna, Austria
- Ritratto di Wolfgang Amadeus Mozart 2, olio su tela, 80 x 60 cm, 2017. Schütz Fine Art, Vienna, Austria
- Portrait Donald Trump 2, olio su tela, 96 x 60 cm, 2017. Schütz Fine Art, Vienna, Austria
- Ritratto di Marilyn Monroe 3, olio su tela, 80 x 60 cm, 2017. Schütz Fine Art, Vienna, Austria
- Portrait Sebastian Kurz 3, olio su tela,, 108 x 70 cm, 2017. Schütz Fine Art, Vienna, Austria
- Io sono Daniel Richter, olio su tela, 47 x 55 cm, 2014.
- Volare, olio e vernice lucida su tela, 102 x 105 cm, 2010-2014.